# Воинское кладбище в Пикулице

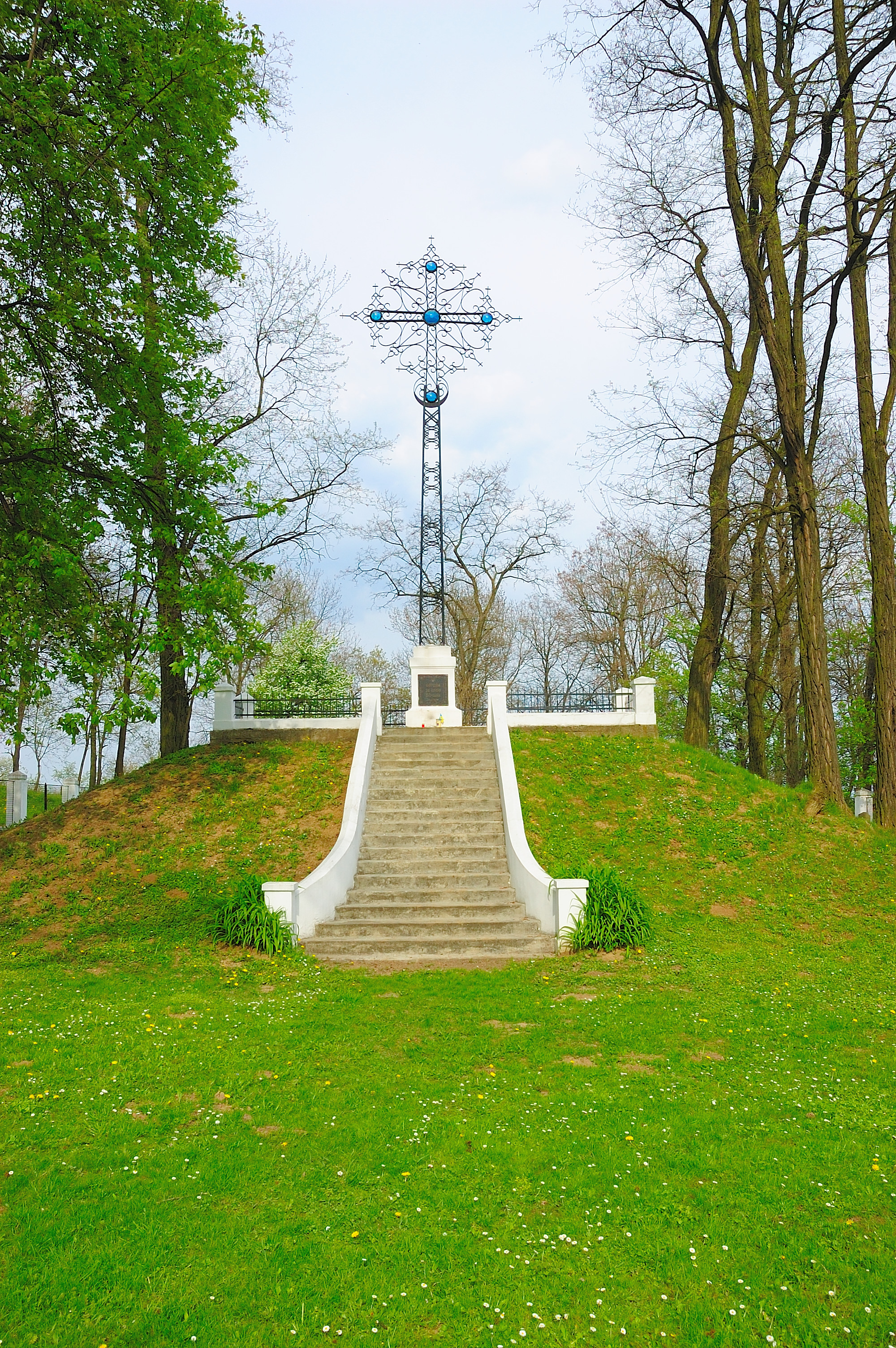
Крест на военном кладбище в Пикулице

Воинское кладбище в Пикулице (в Пикуличах) — расположено в селе Пикулицы, в 5 км от Перемышля, в Польше.

## История образования
Образовалась в 1919 — не позднее 1922 гг., в период польско-советской, а также польско-украинской войн у лагеря пленных №4 в Пикулице, в котором власти Польской республики содержали военнопленные из РККА, а также украинских формирований (армия УНР, Галицкая армия).
В 1919—1920 году в лагере была наивысшая смертность от эпидемий, причём большевики из-за голода, инфекционных заболеваний и жестокого обращения страдали в большей степени.
В 1930-х годах советские государственные органы задокументировали лишь минимум — 178 красноармейцев в 5 братских захоронениях в Пикулице —  большая часть осталась неустановленными.

## Состояние сто лет спустя
Все годы советской власти вопрос ухода за захоронениями красноармейцев, воевавших с Польшей за идеалы социализма, не поднимался в отношениях социалистических советского и польского государств. Так проявилось деликатное отношение Москвы к самим собою разумевшимся национальным чувствам близкого союзника. Но и после падения коммунистических режимов мало что изменилось.
По состоянию на 2017 год лишь добровольцы украинских патриотических организаций осуществляют надзор за надлежащим состоянием воинского кладбища в Пикуличах — в части  могил украинских пленных, а также иных украинских деятелей более позднего времени.

## См.также
- Военнопленные польско-советской войны
- Кладбище военнопленных и интернированных под Стшалковом
- Кладбище военнопленных в Тухоле
- Воинское кладбище в Щипёрно
- Кладбище при лагере Домбе
- Воинское кладбище в Вадовицах